# Absprung (Drucktechnik)
Der Absprung oder auch Siebsprung ist das Loslösen des Gewebes vom Bedruckstoff beim Siebdruck. Ein Abstand von wenigen Millimetern zwischen Sieb und Bedruckstoff nennt man Absprunghöhe oder Absprungdistanz. Für einen sauberen Druck ist es notwendig, eine Absprungdistanz zwischen Druckform und dem Bedruckstoff zu schaffen, um ein sofortiges Ablösen des Gewebes vom Druckbild zu erreichen. Die Farbe würde sonst unter die mit Schicht abgedeckten Stellen kriechen und den Druck verschmieren.
Die Höhe des Absprungs beträgt im Idealfall 2–3 mm, bei schlecht gespannten oder sehr dehnbaren Geweben (Nylon), bei stark klebenden Farben (hoher Tackwert) oder großen Formaten auch bis zu 8 oder 10 mm.
Im Textildruck (T-Shirt) wird gänzlich ohne Absprung gearbeitet, da er hier einen Umkehreffekt bewirken würde.